# Frederic-Pau Verrié
Frederic-Pau Verrié i Faget (Gerona, 1920-11 de febrero de 2017) fue un historiador del arte, arqueólogo y editor de Cataluña, España. Fue director del Museo de Historia de Barcelona.
Estudió Historia en la Universidad de Barcelona, donde fue discípulo de Agustí Duran i Sanpere en los Estudis Universitaris Catalans. En 1946 fue nombrado archivero en el Instituto Municipal de Historia y fue uno de los fundadores de la revista Ariel. Se casó con una hermana de su colega Joan Ainaud de Lasarte. En 1953 fue procesado por actividades socialistas y expulsado del trabajo hasta 1963. Entre 1970 y 1972 y, después, desde 1980 a 1986, fue director del Museo de Historia de Barcelona. Como arqueólogo ha dirigido la excavación del primitivo baptisterio cristiano de Barcelona y ha participado en la renovación del subsuelo arqueológico y la recuperación del espacio bajo las bóvedas del Tinell. También redactó el proyecto de ampliación y reforma general del museo en 1982.
Era especialista en pintura gótica catalana, campo en el que publicó artículos en anales y boletines de los Museos de Arte de Barcelona y Serra d'Or (junto a Ferrer Bassa). Publicó obras de divulgación, monografías y guías. En 1950 hizo anotaciones en Crònica del regnat de Joan I. En su faceta como editor, publicó Elegies de Bierville, de Carles Riba en 1943, La piel de toro, de Salvador Espriu en 1960, preparó el volumen Versions de poesia catalana (1962) en diez idiomas, junto con Albert Manent, Joaquim Molas y Joan Triadú. Desde 1985 publicó Parva Archaeologica y en 2001 fue galardonado con el Premio Cruz de San Jorge.

## Obras
- La iglesia de los Santos Justo y Pastor (1942)
- Catálogo monumental de Barcelona (1947, junto con Joan Ainaud de Lasarte y José Gudiol Ricart)
- El pintor Pidelaserra, ensayo de biografía crítica (1947)
- Mil joyas del arte español (1948, junto con Alexandre Cirici i Pellicer)
- Mallorca (1948)
- Montserrat (1950)
- Barcelona antigua (1952)
- Pedralbes y sus pinturas (1951)
- La vida del artista medieval (1953)
- L'art català (1955-1961)